# Gwardian

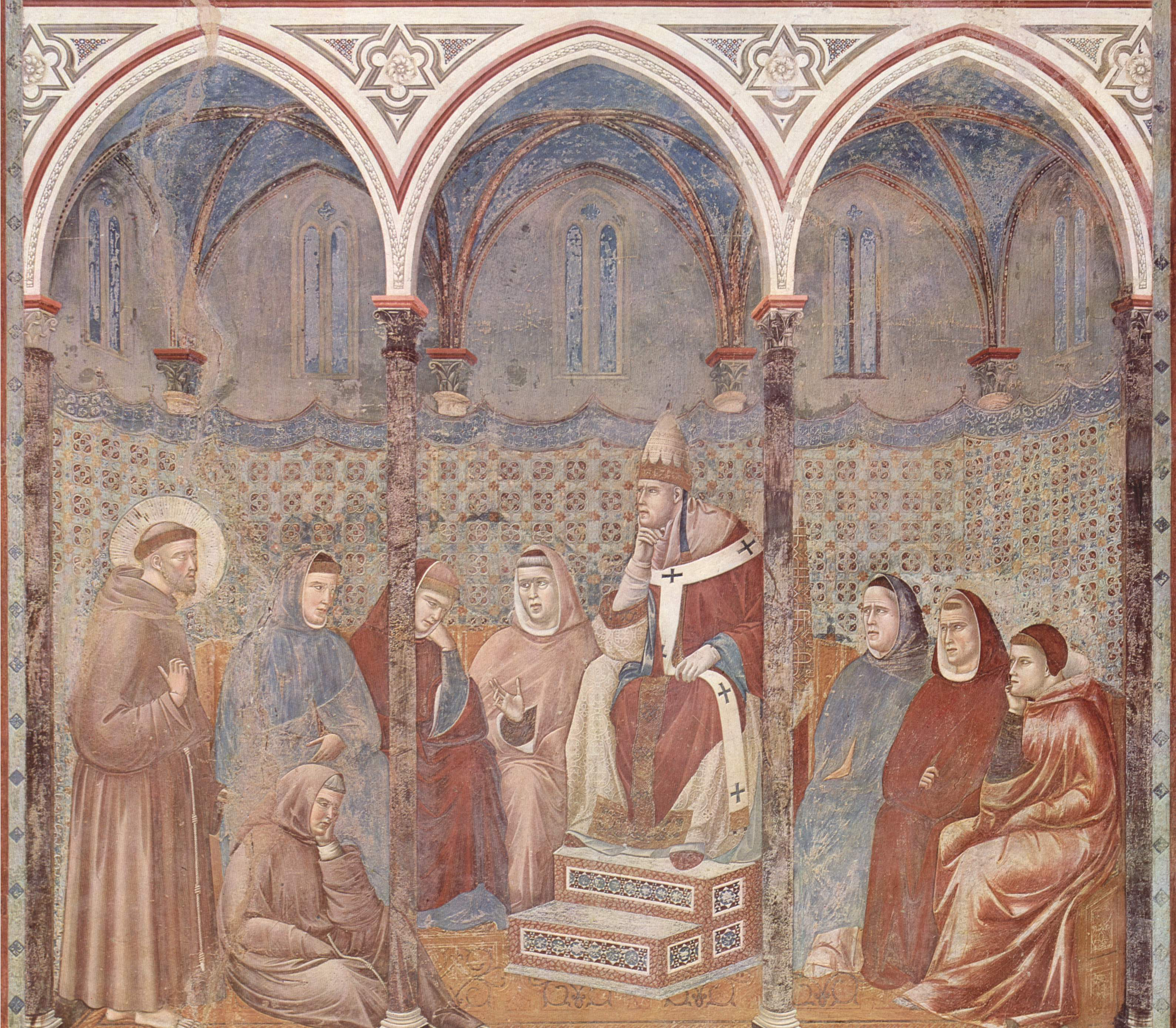
Franciszek z Asyżu u Honoriusza III (Giotto)

Gwardian – w zgromadzeniach zakonnych funkcjonujących według reguły zakonnej Franciszka z Asyżu kadencyjny przełożony domu zakonnego.
W czasie tworzenia zakonu przez Franciszka z Asyżu, jednym z jego założeń było odcięcie się od istniejących dotychczas zasad organizacyjnych zakonów, dlatego w swojej Pierwszej Regule, która powstała w 1209 lub w 1210, w rozdziale VI, zabronił zakonnikom sprawowania funkcji przeora, a także tytułowania kogokolwiek w ten sposób. Niemniej, ani Pierwsza Reguła, ani tzw.  Reguła zatwierdzona (Regula secunda), która 29 listopada 1223 otrzymała akceptację papieża Honoriusza III, nie zawierają żadnych szczegółowych informacji na temat organizacji zakonu i jego struktury. W regułach tych nie jest również określona funkcja gwardiana.
Gwardiani (guardiano)  istnieli jednak od samego początku zakonu, co znajduje potwierdzenie w dokumentach zachowanych z tamtego okresu. Wśród tych dokumentów są trzy, których autorem był Franciszek z Asyżu:  List do ministra (1217), List do Zakonu (1220), oraz Testament (po 1223).

I bardzo pragnę być posłuszny ministrowi generalnemu tego braterstwa i temu gwardianowi, którego on zechce mi wyznaczyć. I tak chcę być ujęty w jego rękach, żebym bez jego woli i wbrew posłuszeństwu nie mógł się poruszać ani cokolwiek czynić, gdyż on jest moim panem. (...) I wszyscy moi bracia powinni tak samo słuchać swoich gwardianów.

Zwyczaj mianowania gwardianów przez ministrów prowincjalnych  wykształcił się we franciszkańskich prowincjach zaalpejskich.